# Rareș Pop
Rareș Pop, né le 14 juin 2005 à Arad en Roumanie, est un footballeur roumain qui évolue au poste d'ailier droit au Rapid Bucarest.

## Biographie

### En club
Né à Arad en Roumanie, Rareș Pop est formé par le club de sa ville natale, l'UTA Arad. Il joue son premier match en professionnel, le 1er mai 2022 à l'occasion d'une rencontre de championnat face au FC U Craiova. Il entre en jeu à la place de David Miculescu et son équipe s'incline ce jour-là (1-0 score final),.
Pop inscrit son premier but en professionnel le 19 octobre 2022, lors d'une rencontre de coupe de Roumanie face au FCSB. Titulaire, il ouvre le score au bout de huit minutes de jeu mais les deux équipes ne parviennent pas à se départager (2-2 score final).
Le 28 juin 2023, Pop prolonge son contrat avec le UTA Arad de quatre ans, soit jusqu'en juin 2027,.
Le 12 février 2024, Rareș Pop signe un contrat de trois ans et demi avec le Rapid Bucarest, soit jusqu'en juin 2028. Le transfert est estimé à 700 000 euros.

### En sélection
Rareș Pop compte trois sélections avec l'équipe de Roumanie des moins de 17 ans, tous en 2022, pour un but marqué. 
Avec les moins de 18 ans il fait six apparitions, tous en 2022. 
Rareș Pop joue son premier match avec l'équipe de Roumanie espoirs le 12 septembre 2023, lors d'un match contre l'Albanie. Il entre en jeu à la place de Rareș Ilie, et son équipe est battue par trois buts à deux.